# Mont Pâris
Pour les articles homonymes, voir Pâris.
Le mont Pâris est un sommet de la Grande Terre des îles Kerguelen dans les Terres australes et antarctiques françaises (TAAF). Il est situé au nord de la calotte glaciaire Cook et culmine à 613 m d'altitude. 

## Toponymie
Le mont Pâris doit son nom – donné en 1966 par Commission de toponymie des îles Kerguelen – à l'épisode du jugement de Pâris de la mythologie grecque en raison des trois lacs Aphrodite, Athéna et Héra qu'il surplombe.

## Géographie
Le mont est situé à l'extrémité nord du glacier Cook au centre-ouest de la Grande Terre, juste au sud de la péninsule Loranchet et au nord du lac de Chamonix qu'il domine.